# Яновский, Хаим Маркелович
Хаим Маркелович Яновский (15 июня 1853, Волковыск — 10 января 1935, Токио) — российский шахматист, шахматный деятель.
Старший брат Давида Яновского. Один из основателей Лодзинского общества любителей шахматной игры (1903), в 1907—1912 его вице-президент и президент. С 1922 жил в Берлине, позднее в Японии.

## Спортивные результаты
| Год       | Город | Турнир                 | + | − | = | Результат | Место |
| --------- | ----- | ---------------------- | - | - | - | --------- | ----- |
| 1897/1898 | Лодзь | Чемпионат города Лодзь |   |   |   | из        | 4     |
| 1898/1899 | Лодзь | Чемпионат города Лодзь |   |   |   | из        | 1     |
| 1904/1905 | Лодзь | Чемпионат города Лодзь |   |   |   | из        | 3     |